# Svitjod

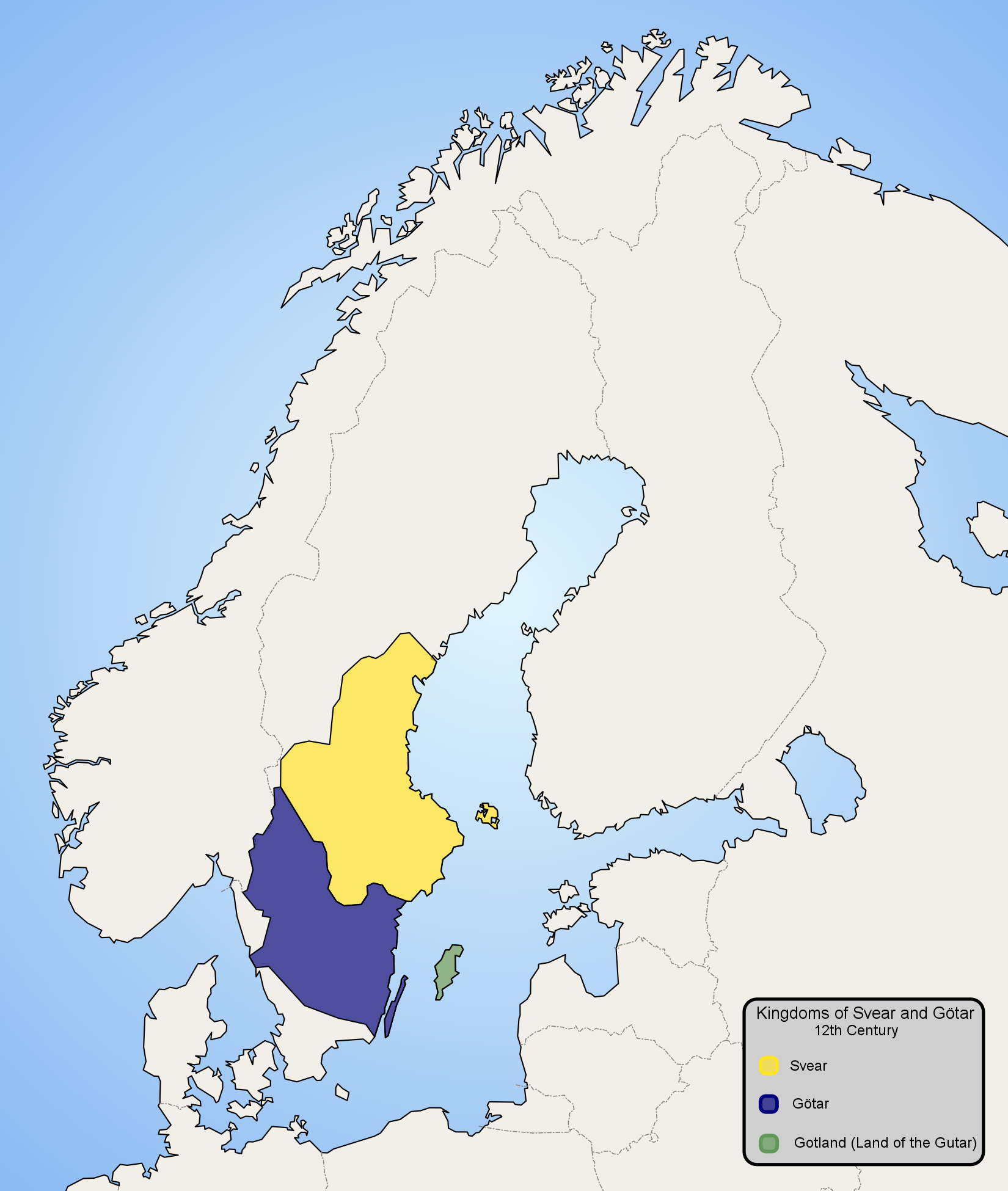
A Svitjod por volta dos séculos XII e XIII abrangia aproximadamente os territórios dos Suíones, dos Gotas e dos Gutas
Suíones
Gautas
Gutas

Svitjod (em sueco antigo: Svethiudh; em nórdico antigo: Svíþjóð, Svíþjúð, Svithiod) era um termo nórdico antigo usado para designar uma espécie de embrião da atual Suécia. Pelas fontes, podia designar o Vale do Mälaren, a região da Svealand ou a Suécia Própria medieval. A palavra é composta por Svi - os Suíones - e þjóð - o Povo, querendo por isso dizer "O Povo Suíone" e por inerência "A Terra dos Suíones". As expressões "Grande Svithiod" e "Fria Svithiod" eram usadas para designar a Rússia.

## Ocorrências da palavra Svitjod

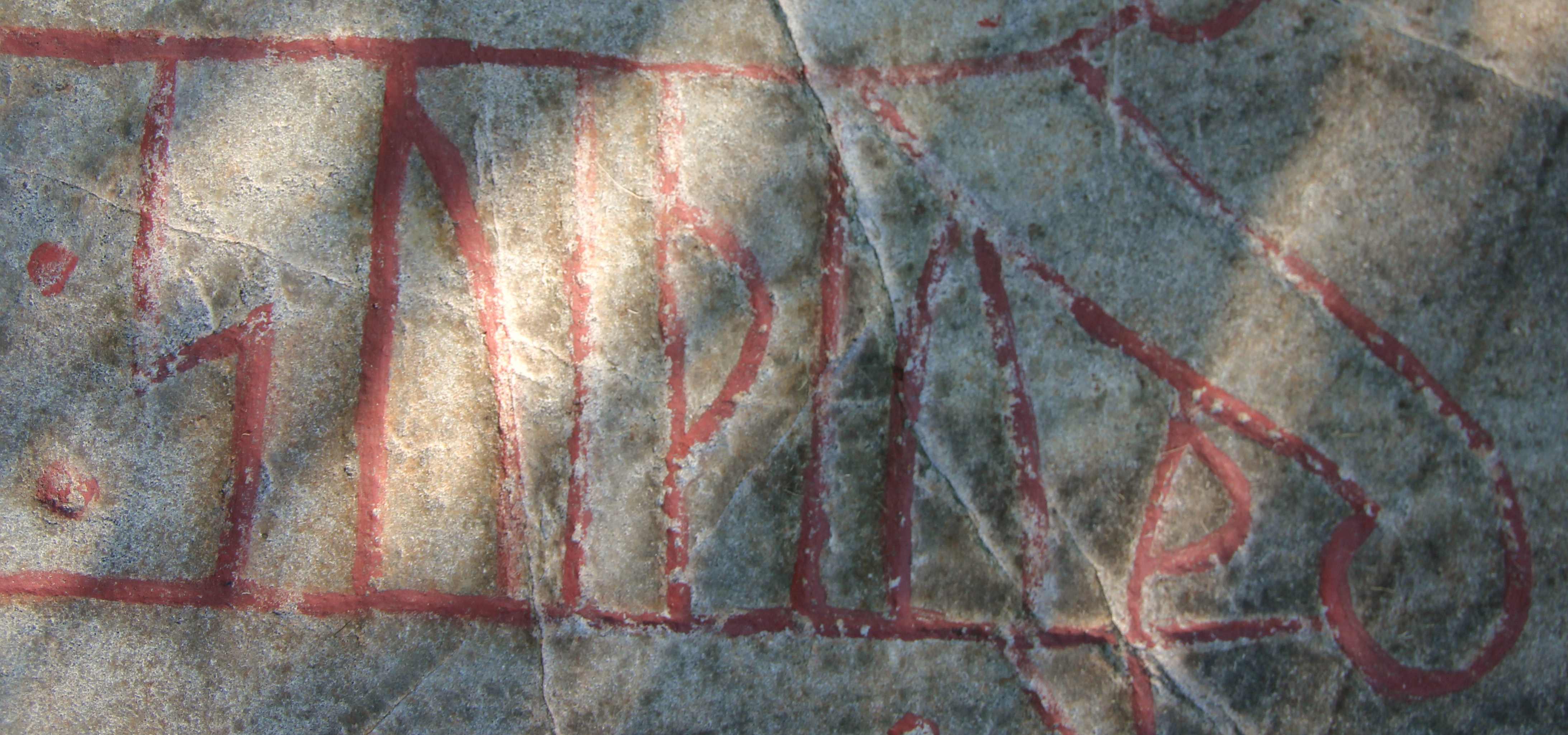
Svitjod na Pedra de Aspa

- Na Edda de Snorri Sturluson, do século XIII, o termo Svithiod designava territórios localizados nas atuais províncias da Uppland, Södermanland e Västmanland.[4]

- No poema anglo-saxão Beovulfo, os suíones são apelidados de Swēoðēod.[5]

- Em algumas pedras rúnicas da Era Viquingue, aparece a palavra Sviþjúðu. Na Suécia: A Pedra de Aspa, de cerca de 1010-1050, contém a primeira ocorrência conhecida do termo Svitjod. Igualmente a Pedra de Simris 1, da segunda metade do século XI, grava-a. Na vizinha Dinamarca: A Pedra de Tirsted contém a palavra Svíþjóðu.[6][7][8][9][10]

- Na Crónica de Érico, do século XIV, o termo é variadamente apresentado, dependendo do manuscrito, como Swia, Swidhöya, Swidöra, Swidhia, Suidia.[11]

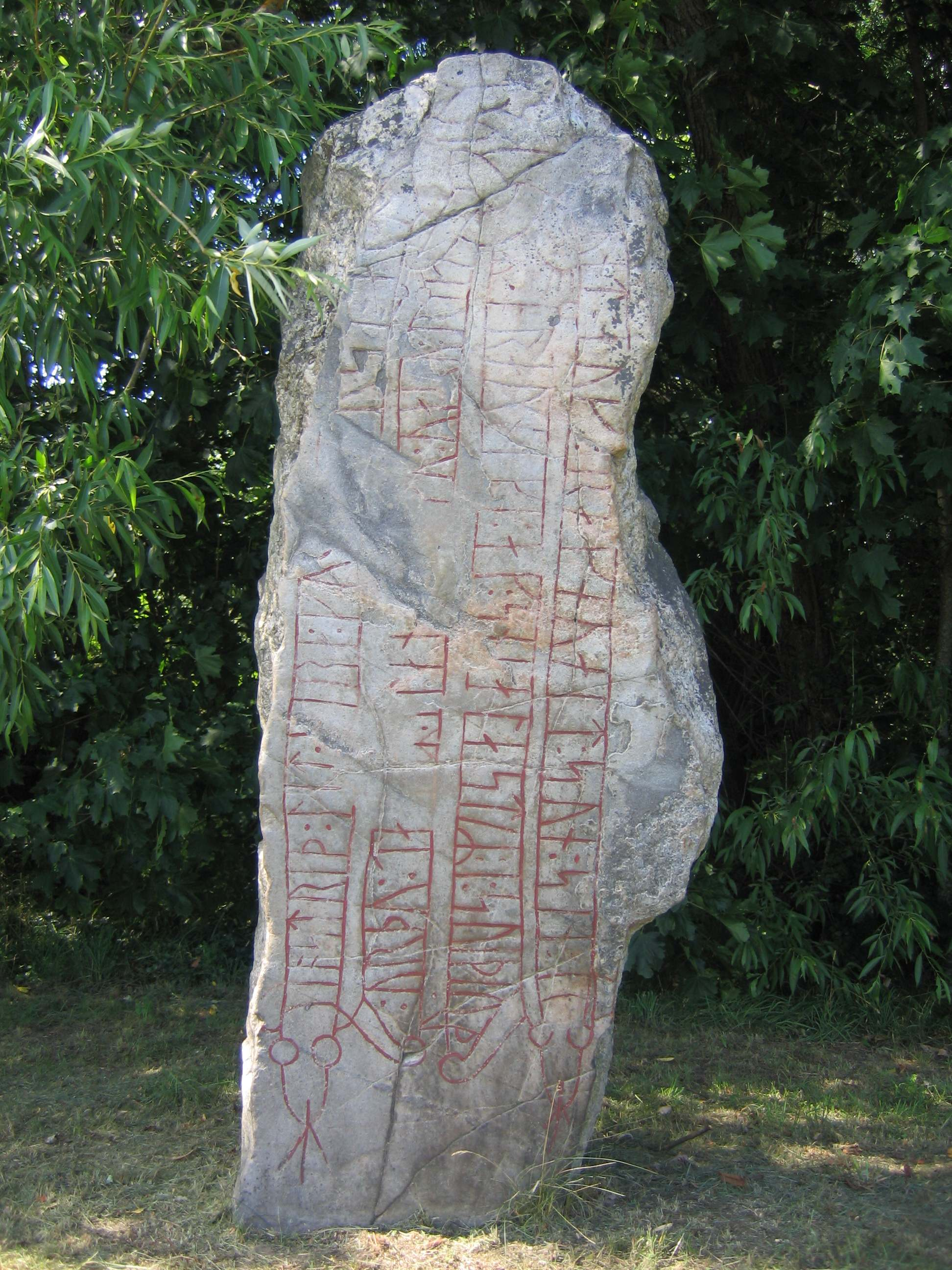
A Pedra de Aspa
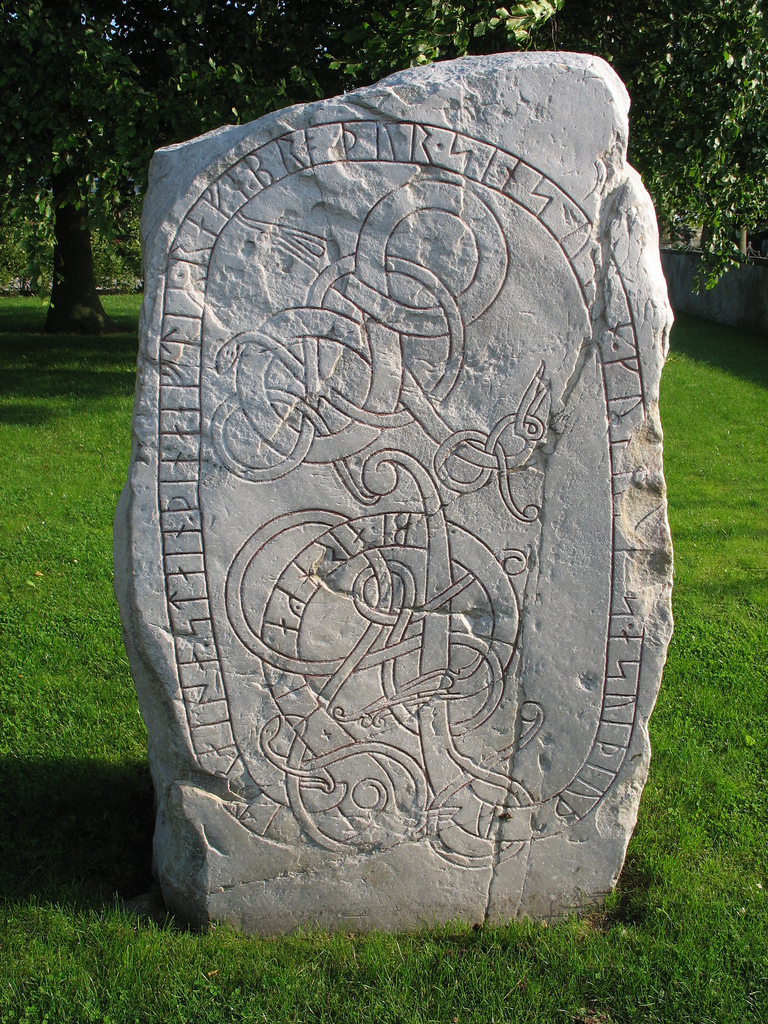
A Pedra de Simris 1

## Área geográfica deSvitjod
O historiador islandês Snorri Sturluson descreve a Svitjod, como sendo composta pela Uppland, Västmanland, Södermanland, Västergötland, Värmland, Dalsland, Östergötland, Olândia e Gotlândia.